# Paihia
Paihia vagy Pihia vagy Petepihu, (p3-ỉḥỉ3) ókori egyiptomi hercegnő volt a XVIII. dinasztia idején,  IV. Thotmesz lánya.
Múmiáját a XXI. dinasztia idején újratemették a Sejh Abd el-Kurna-i rejtekhelyen több másik hercegnőével együtt, köztük Tiaával és Amenemopettel, akik feltehetőleg a testvérei voltak. A sírt 1857-ben fedezték fel.